# Manuel Barberá
Manuel Barberá (Buenos Aires, 1917-1993) fue un escritor, crítico, profesor y traductor argentino.

## Biografía
Estudió filosofía y letras y se desempeñó como profesor de literatura y redacción en diversos colegios y universidades. 
Además de su trabajo docente, Barberá fue un prolífico traductor de literatura en inglés, francés, italiano y portugués y tradujo al español obras de autores como Jack London, Virginia Woolf, James Joyce, Samuel Beckett y muchos otros.
Barberá también fue autor de varias obras propias, entre ellas novelas, cuentos y ensayos. En 1970 ganó el premio Casa de las Américas por su novela "Los viejos amigos" y en 1984 recibió el premio Konex de platino por su labor como traductor.
Principalmente es conocido por sus traducciones de obras literarias de autores como Jack London, Mark Twain, Edgar Allan Poe, entre otros. Algunas de las obras que tradujo Manuel Barberá son:
- "La llamada de la selva" de Jack London
- "Colmillo Blanco" de Jack London
- "El lobo de mar" de Jack London
- "Las aventuras de Tom Sawyer" de Mark Twain
- "Las aventuras de Huckleberry Finn" de Mark Twain
- "El corazón delator" de Edgar Allan Poe
- "El cuervo" de Edgar Allan Poe

Barberá fue una figura en el mundo literario latinoamericano y su trabajo como traductor fue reconocido por su calidad y fidelidad a los textos originales. También escribió algunas obras propias, entre ellas "El caballo loco", "La lección del viento", "La isla del tesoro de la juventud" y "La sombra del oso".